# Драгиша Витошевић
Драгиша Витошевић (Баре, Гружа, 14. јун 1935 – Сисак, 4. август 1987) био је српски књижевни историчар, теоретичар и критичар, приповедач и антологичар.

## Биографија
Родио се у гружанском селу Баре (општина Кнић). У Београду је завршио Филолошки факултет (Група за југословенску и светску књижевност), на коме је, потом, магистрирао 1964. године (рад "Смисао сличности у књижевности") и, 1973. године, докторирао с тезом „Српско песништво 1901 — 1914". Усавршавао се у Паризу, на Сорбони (од 1964. до 1967. године) и Москви и Лењинграду (1977 – 1978). Радио је као научни саветник у Институту за књижевност и уметност у Београду од 1969. године. Покренуо је и био главни и одговорни уредник часописа „Расковник“ (1968 – 1982) који се бавио народним стваралаштвом и културом села. Часопис је посебно подржавао покрет песника сељака и подстицао на сакупљање незабележених народних умотворина, којих је било веома много, јер је постојала заблуда да је Вук Караџић све сакупио. Витошевић је око часописа окупио велики број песника и стваралаца са села, али и научника који су се бавили етнологијом, социологијом, језиком и културолошким истраживањима руралне средине. Из тог круга поникла су многа доцније позната српска књижевна и научна имена. 
У књижевности се јавио 1952. године у београдским листовима "Сведочанства" и "Република", а 1954. награђен је на конкурсу "Задруге" за причу и на конкурсу "Младе културе" за есеј. Области његовог интересовања су биле многоструке – од проучавања народне традиције, рада на очувању народних умотворина и обичаја, неговања изворне чистоте српског језика до истраживања часописне историје и бављења књижевном теоријом, критиком, есејистиком и уопште књижевношћу.
Страдао је у саобраћајној  незгоди у близини Сиска 4. августа 1987. на путу за Париз.
Његову богату заоставштину за штампу приређују и објављују такође књижевнице супруга Вјера Вукшић Витошевић и ћерка Невена Витошевић Ћеклић.
Библиотека у београдском насељу Миријево носи име Драгише Витошевића, као и библиотека у Книћу, а такође и по једна улица у Београду и Крагујевцу. Његова биста, рад вајарке Дринке Радовановић, налази се као јавни споменик испред Дома инвалида на Бежанијској коси.

## Дела
- „Орфеј међу шљивама“ (заједно са Добрицом Ерићем), антологија савремених српских песника са села, „Светлост“, Крагујевац, 1963,
- „Озбиљне игре“, приповетке, Матица српска, Нови Сад, 1966,
- „Српско песништво 1901—1914 (у два тома), Вук Караџић, Београд, 1975,
- „Критика у Скерлићево доба“, зборник и студија, Матица српска - Институт за књижевност и уметност, Нови Сад - Београд, 1975,
- „Ја мислим друкчије“, полемички текстови, Народна књига, Београд, 1983,
- „Дародавци из прикрајка“, огледи о нашем самоуком стваралаштву, Удружени издавачи – СКЗ, Народна књига, Дечије новине, Нова књига, Београд, 1984,
- „До Европе и натраг I", огледи из домаће књижевности до XIX века, Дечје новине, Горњи Милановац, 1987,
- „До Европе и натраг II", огледи из домаће књижевности XX века, Дечије новине, Горњи Милановац, 1989,
- "Српски књижевни гласник 1901—1914", монографија, Вук Караџић - Матица српска - Институт за књижевност и уметност, Београд, 1990,
- „Смисао сличности у књижевности“, студија из теорије књижевности, Студентски издавачки центар, Београд, 1995,
- „Волови на плафону“, сто кратких прича, Студентски културни центар, Београд, 1996,
- „Пастир тражи дно неба“, избор поезије, Драгиша, Вјера и Невена Витошевић, антологија — поезије, сликарства и вајарства наиваца Србије, Црне Горе и Републике Српске,Драганић, Београд, 2000. (Код истог издавача издање на енглеском језику 2004 – The Shepherd Seeks the Bottom of the Heavens),
- „Непотписани Скерлић“ – Студија о непознатим Скерлићевим радовима у СКГ (Радничким новинама, Дневном листу и др.), као и 347 непотписаних радова Јована Скерлића, Службени гласник, Београд, 2012.

## У припреми
- Језик нас насушни, огледи о језику,
- Странствовања, есеји из стране књижевности

## Публикације посвећене Драгиши Витошевићу
- Расковник (јесен 1987) - "Наш Драгиша Витошевић".
- Кораци (Крагујевац) XXIII/1–2 (1988). У часопису је објављена и селективна „Библиографија Драгише Витошевића“, коју је урадила Гордана Томић Радојевић.
- Прилози за историју српске књижевне периодике – Споменица Драгиши Витошевићу (уредник Александар Петров), Матица српска – Институт за књижевност и уметност, Нови Сад – Београд 1990.
- Милутин Срећковић: "Драгиша Витошевић". Оглед из антропологије успомена, Београд 2005.
- Зборник у част Драгише Витошевића (приредио Марко Недић), Институт за књижевност и уметност, Београд 2005.
- Живан Милисавац у књизи "Аутопортрети с писцима" има дужи текст "Исповести Драгише Витошевића".
- Божидар Шујица посветио му је песму „Јутро у Барама Гружанским“, која се налази у „Антологији српске поезије (1847—2000)“ (Бранково коло, Сремски Карловци, 2012, приредио Ненад Грујичић).
- Милијан Деспотовић: "Писма и надања". О преписци Драгише Витошевића и Пауна Петронијевића, објављено у књизи есеја "Прочитанија", Пожега 2021.